# Аль-Муртада Мухаммед
Аль-Муртада Мухаммед (араб. المرتضى محمد بن يحيى‎) (891 — 01.05.922) был вторым имамом в зейдитском государстве на территории Йемена, правившим с 911 по 912 год и был уважаемым религиозным учёным и поэтом. Он является сыном первого зайдитского имама в Йемене Аль-Хади иля-ль-Хакк Яхъя бен аль-Хусейн из династии ар-Расси.

## Биография
Мухаммед бен Яхъя (это его имя в миру, с рождения) был Сеидом и родился в Хиджазе (ныне Саудовская Аравия, но середины 1930-х годов Хиджаз был спорной территорией). Его год рождения, якобы, 891 год, но на самом деле может быть и раньше. Он последовал за отцом Аль-Хади иля-ль-Хакк Яхья в Йемен в 897 году, где его отец был признан имамом племенных групп в северных горных районах, распространяя учение зейдитско-шиитского ислама. В течение следующих лет Мухаммед помогал отцу в различных политических и военных делах. Он также добыл себе имя как религиозный авторитет и поэт. В июне 903 года Мухаммед ибн Яхъя был взят в плен Яфуридами — политические соперники в йеменском нагорье. Он провел несколько месяцев в тюрьме и затем был освобожден. После 906 года он несколько раз сталкивался с агрессией правителя Али ибн аль-Фадль, сталенника Фатимидов.
После смерти отца имама Аль-Хади иля-ль-Хакк Яхъя бен аль-Хусейн в 911 году, Мухаммед был избран его преемником. Как имам, он взял имя аль-Муртада Мухаммед (до этого он носил имя Мухаммед бин Яхъя бин аль-Хусейн бин аль-Касим ар-Расси). Став новым имамом он почувствовал разочарование по поводу моральной распущенности йеменского населения, которое не спешило менять свои старые привычки. После краткого правления он отрекся от престола в Зуль-када (по мусульманскому календарю) — это, вероятно, в июле 912 года. Похоже он поддерживал преемственность своего брата ан-Насир Ахмеда на имамат. Он удалился из жизни учёным и созерцателем. Умер в мае 922 года в Саада, центре владычества Зайдитов. Как прилежный ученый и поэт, он написал несколько работ, в частности, об обрядах Зайдитов.